# アーロン・ウィルブラハム
アーロン・ウィルブラハム（Aaron Wilbraham、1979年10月21日 - ）は、イングランド・ナッツフォード出身の元プロサッカー選手。現役時代のポジションはFW。

## 経歴
ストックポート・カウンティFCでシニアキャリアをスタート。2004年に加入したハル・シティAFCではチャンピオンシップ昇格を達成したが、自身は1シーズンで退団した。
以降、様々なクラブを渡り歩いた。プレミアリーグでのプレー経験もあるが、ほとんどの時間をチャンピオンシップ以下の下位リーグで過ごしている。

## 所属クラブ
ユース
- ストックポート・カウンティFC 1995-1997

プロ
- ストックポート・カウンティFC 1997-2004

→ モスFK 2000 (loan)
- ハル・シティAFC 2004-2005

→ オールダム・アスレティックAFC 2004 (loan)
- ミルトン・キーンズ・ドンズFC 2005-2011

→ ブラッドフォード・シティAFC 2006 (loan)
→ ノリッジ・シティFC 2011 (loan)
- ノリッジ・シティFC 2011-2012
- クリスタル・パレスFC 2012-2014
- ブリストル・シティFC 2014-2017
- ボルトン・ワンダラーズFC 2017-2018
- ロッチデールAFC 2018-2020

## タイトル
MKドンズ
- フットボールリーグトロフィー: 2007-08
- フットボールリーグ2: 2007-08

ブリストル・シティ
- フットボールリーグトロフィー: 2014-15
- フットボールリーグ1: 2014-15